# جون إس. ديكرسون
جون إس. ديكرسون (بالإنجليزية: John S. Dickerson)‏ هو صحفي أمريكي، ولد في 1982.